# إرنست فريدريش بارون فون شلوتهايم
إرنست فريدريش بارون فون شلوتهايم (بالألمانية: Ernst Friedrich von Schlotheim) (و. 1764 – 1832 م) هو عالم نبات، وإحاثي من ألمانيا .
وهو عضو في الأكاديمية الملكية الدنماركية للعلوم والآداب، ومتنورون، والأكاديمية الألمانية للعلوم ليوبولدينا، والأكاديمية البروسية للعلوم .
توفي في غوتا.